# Burg Wald-Michelbach
Die Burg Wald-Michelbach ist eine abgegangene Burg in der Ortsmitte von Wald-Michelbach im hessischen Landkreis Bergstraße.

## Geschichte
Die Burg wurde vermutlich im 12. bis 13. Jahrhundert auf dem Gelände der heutigen evangelischen Kirche erbaut. Damals war hier von einer Laurentius geweihten ecclesia (Kapelle oder Kirche) die Rede, was auf Besitzungen des Klosters Lorsch im Gebiet von Wald-Michelbach zurückzuführen ist.
Vermutlich ist der untere Teil des Kirchturms aus dem 12. bis 13. Jahrhundert und der Rest des Wohnturms eines Adelssitzes, wahrscheinlich erbaut vom Kloster Lorsch, da in einem Vertrag von 1264 ein „Herrenhof des Abtes“ genannt wird und 1461 an die Kurpfalz verpfändet wurde.

## Baugeschichtliches
1480 gab es eine Erwähnung von „Brucken, Graben und Thorm“. Im nördlichen Teil der Wehranlage wurde spätestens im 18. Jahrhundert die katholische Kirche gebaut, wobei der Nordgraben zugeschüttet worden sein muss. An der Nordwestecke stand bis 1863 die Ruine des mächtigen Zentturms, den 1693 die Franzosen zerstörten und dabei die übrige Anlage in Mitleidenschaft gezogen wurde. 1868–69 wurden die Reste ausgebessert, der Platz und die westliche Einfriedung neugestaltet. 1966 fanden weitere Zuschüttungen, Erneuerung der Böschung des Grabens und Instandsetzungen statt.

## Beschreibung
Nach einem Lageplan von 1780 war die evangelische Kirche mit dem Kirchhof bzw. Friedhof von einer polygonalen Ringmauer umfasst. Im Nordwesten der Ringmauer befand sich der Zentturm (Tor- und Glockenturm) mit rundbogigem Tor, Zugbrücke und Glocken. Im Osten der Ringmauer ein halbrunder Schalenturm. Die Kernanlage war von einer Zwingeranlage mit Graben und äußerer Grabenmauer umfasst.
Von der ehemaligen Wehranlage sind noch der Graben-, Mauerreste und Reste des halbrunden Schalenturmes im Osten der Ringmauer erhalten.